# Tiếng Khowar

Kí tự đặc biệt của Khowar

Tiếng Khowar (کهووار), còn được gọi là tiếng Chitral, là một ngôn ngữ Dard của ngữ hệ Ấn-Arya.
Nó được nói bởi những người Kho ở khắp Chitral, Ghizer của Gilgit-Baltistan (bao gồm Gupis, thung lũng Phander, Ishkoman, Yasen, cũng ở Punyal và một phần của Thượng Swat (Làng Mateltan), Pakistan.
Những người nói tiếng Khowar cũng đã di cư đến các trung tâm đô thị lớn của Pakistan như Peshawar, Islamabad, Lahore và Karachi với số lượng đáng kể. Tiếng Khowar là ngôn ngữ thứ hai trong phần còn lại của Gilgit và Hunza. Người ta cho rằng có một số lượng nhỏ người nói tiếng Khowar ở Afghanistan, Trung Quốc và Tajikistan.

## Tên gọi
"Kho" có nghĩa là người Kho, "War" có nghĩa là ngôn ngữ. Tên bản địa của ngôn ngữ này là Khō-wār, có nghĩa là "tiếng" (wār) (của) người Kho. Ở Raj thuộc Anh, nó được biết đến với tên tiếng Anh là Chitrālī (một tính từ có nguồn gốc từ tên của vùng Chitral) hoặc Qāshqārī. Người Pashtun và người dân khu vực Badakhshan gọi nó là Kashkār. Một tên khác được Leitner sử dụng vào năm 1880 là Arnyiá hoặc Arniya, bắt nguồn từ tên tiếng Shina ở một phần của Yasin (một thung lũng ở Gilgit-Baltistan).

## Lịch sử
Morgenstierne cho rằng "Khowar, trong nhiều khía cạnh [là] cổ xưa nhất trong tất cả các ngôn ngữ Ấn Độ hiện đại, giữ lại một phần lớn biến tố cách (từ) tiếng Phạn và giữ lại nhiều từ ở dạng gần như tiếng Phạn.":3

## Hệ thống chữ viết
Từ đầu thế kỷ XX, tiếng Khowar đã được viết bằng bảng chữ cái Khowar, dựa trên bảng chữ cái Urdu và sử dụng chữ Nasta'liq. Trước đó, ngôn ngữ này chỉ được truyền miệng. Ngày nay tiếng Urdu và tiếng Anh là ngôn ngữ chính thức, nên công dụng văn học chính duy nhất của tiếng Khowar là trong sáng tác thơ và văn. Tiếng Khowar đôi khi cũng được viết bằng một phiên bản của chữ Latinh có tên Roman Khowar kể từ những năm 1960.